# 하이컬러
하이컬러(High Color)는 RGB각 채널에 5비트씩 할당하고 1비트의 투명채널을 두어 총 16비트의 색상 스펙트럼을 갖는다.  6만 5천 이상(65,536)의 색상을 사용할 수 있다.
윈도우 7에서 마이크로소프트는 하이 컬러라는 용어를 사용하여 기존 8비트에서 색상 채널당 8비트(10:10:10:2 또는 16:16:16:16 렌더링 형식) 이상을 사용할 수 있는 디스플레이 시스템을 식별했다. 색상 채널당 비트 형식이다. 이는 전통적으로 하이 컬러라는 문구와 관련된 15비트(5:5:5) 또는 16비트(5:6:5) 형식과는 다르며 용법이 구별된다.

## 15비트 하이 컬러
15비트 하이 컬러에서는 2바이트의 비트 중 하나가 무시되거나 알파 채널용으로 따로 설정되고 나머지 15비트는 최종 색상의 빨간색, 녹색, 파란색 구성 요소로 분할된다.
각 RGB 구성 요소에는 5비트가 연관되어 있으며 각 구성 요소의 강도는 2⁵ = 32이다. 이는 각 픽셀에 대해 32768개의 가능한 색상을 허용한다.
1990년대 초반의 인기 있는 시러스 로직 그래픽 칩은 소위 "혼합" 비디오 모드를 위해 여분의 상위 비트를 사용했다. 비트 15가 지워지면 비트 0부터 14까지는 위에서 설명한 대로 RGB 값으로 처리된다. 반면 비트 15를 설정하면 비트 0부터 7까지가 256색 팔레트의 8비트 인덱스로 해석된다(8부터 14까지의 비트는 사용되지 않은 채 남아 있음). 이를 통해 (비교적) 고품질 컬러 이미지를 나란히 표시할 수 있다. 팔레트 애니메이션 화면 요소를 사용했지만 실제로는 어떤 소프트웨어에서도 이 기능을 거의 사용하지 않았다.

## 16비트 하이 컬러

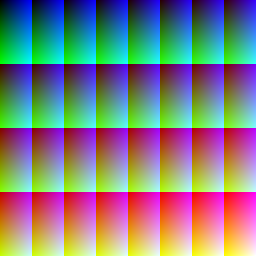
RGB 16비트 팔레트

16비트가 모두 사용되면 구성 요소 중 하나(일반적으로 RGB565가 포함된 녹색, 아래 참조)에 추가 비트가 추가되어 해당 구성 요소에 대해 64단계의 강도와 총 65536개의 사용 가능한 색상이 허용된다.
이로 인해 인코딩에 약간의 불일치가 발생할 수 있다. 24비트 색상 RGB(40, 40, 40)를 16비트로 인코딩하려는 경우(서브샘플링에 일반적인 문제) 이진수 40은 00101000이다. 빨간색과 파란색 채널은 5개의 최상위 비트를 사용하며 값은 00101, 즉 0에서 31까지의 범위에서 5(16.1%)이다. 정밀도가 6비트인 녹색 채널은 001010의 이진 값, 즉 0~63(15.9%) 범위의 10을 갖는다. 이로 인해 RGB 색상(40, 40, 40)은 16비트로 표시될 때 약간의 자홍색(자홍색) 색조를 띈다. 0에서 255까지의 척도에서 40은 15.7%이다. 다른 24비트 색상은 서브샘플링 시 녹색 색조가 나타난다. 예를 들어 14.1% 회색의 24비트 RGB 표현, 즉 (36, 36, 36)은 빨간색에서 4/31(12.9%)로 인코딩된다. 및 파란색 채널이 있지만 녹색 채널에서는 9/63(14.3%)이다. 36은 이진수로 00100100으로 표시되기 때문이다.
인간의 눈은 녹색 음영에 대해 가장 높은 감도를 갖기 때문에 녹색은 일반적으로 16비트의 추가 비트로 선택된다. 데모를 보려면 다음 그림을 자세히 살펴보십시오(참고: 이 그림은 트루 컬러, 즉 24비트 또는 32비트를 표시하는 모니터에서만 작동한다. 여기서 빨간색, 녹색 및 파란색의 어두운 음영은 각 구성 요소에 대해 128레벨의 강도(7비트)를 사용하여 표시된다.
정상적인 시력을 가진 독자는 녹색의 개별 음영을 상대적으로 쉽게 볼 수 있지만 빨간색 음영은 보기 어렵고 파란색 음영은 구별하기 어려울 수 있다. 드물지만 일부 시스템에서는 일반적으로 해당 색상이 더 널리 사용되는 응용 프로그램(예: 피부색이나 하늘 사진 촬영)에서 빨간색 또는 파란색 채널에 추가 색상 심도를 지원한다.

## 같이 보기
- 트루컬러
- 색 깊이